# O.K. Néron !
Pour plus de détails, voir Fiche technique et Distribution.
O.K. Néron ! (en italien :O.K. Nerone) est un film italien réalisé par Mario Soldati, sorti en 1951.
Il s'agit d'une comédie fantastique basée sur l'expédient du voyage dans le temps.

## Synopsis
À Rome deux marins américains John et Jimmy sont agressés par une bande de voyous. Inconscients à la suite des coups reçus, les deux marins rêvent d'être transportés au temps de l'Empire romain à la cour de Néron.

## Fiche technique
- Titre : O.K. Néron !
- Réalisation : Mario Soldati
- Scénario : Sandro Continenza ; Mario Monicelli ; Age & Scarpelli ; Steno
- Production :Niccolò Theodoli
- Société de production :Industrie Cinematografiche Sociali
- Société de distribution :
- Musique : Mario Nascimbene, direction Franco Ferrara
- Photographie :Mario Montuori
- Montage : Roberto Cinquini
- Costumes : Dario Cecchi
- Truquage : Amato Garbini
- Pays d'origine :  Italie
- Langues originales : italien
- Format : N/B - 1,37:1 - mono - 35 mm
- Genre : Comédie
- Durée : 105 min (1 h 45)
- Date de sortie : 
  -  Italie 1951
- Affiche : Duccio Marvasi (France)

## Distribution
- Carlo Campanini : Jimmy Gargiulo
- Walter Chiari : Fiorello Capone
- Silvana Pampanini : Poppée
- Jackie Frost : Licia
- Gino Cervi : Néron
- Piero Palermini : Caio Marco
- Giulio Donnini : Tigellin
- Alda Mangini : Sofonisba
- Rocco D'Assunta : Pannunzia
- Mario Siletti : Sénèque
- Rosario Borelli : Tullio
- Gildo Bocci : Burbo
- Giacomo Furia : Harbinger
- Ugo Sasso : Muzio
- Pietro Tordi : gladiateur gaulois
- Enzo Fiermonte : gladiateur
- Bruno Smith : marchand d'esclaves
- Angelo Dessy : un contrebandier
- Michael Tor : un consul
- Felice Minotti : un chrétien
- Umberto Sacripante : commis
- Pasquale Fasciano : un voleur
- Alba Arnova : première ballerine
- Pina Carli : doublure de Silvana Pampanini
- Henri Vidon